# Gouden Doerian
De Gouden Doerian was een in 2005 in het leven geroepen prijs voor de slechtste Nederlandse literaire roman. De prijs werd alleen in 2006 en 2007 toegekend, en bestond uit een plaquette van Joost Veerkamp en een geldbedrag van 88,50 euro.

## Naam
De vrucht waarnaar de prijs is vernoemd staat bekend om het verspreiden van een ondraaglijke stank, terwijl de geroosterde pit overheerlijk smaakt. De bedenkers van de prijs, van wie Adriaan Jaeggi zich als de voornaamste woordvoerder opwierp, wilden met de Gouden Doerian de aandacht vestigen op het beleid van Nederlandse uitgeverijen, die volgens hen te veel boeken op de markt brengen, waardoor de vereiste aandacht voor het begeleiden van auteurs en het redigeren van hun werk tekort zou schieten. 

## 2005
Op vrijdag 18 februari 2005 werd de longlist met nominaties voor de eerste Gouden Doerian gepubliceerd. De jury stond onder leiding van Michaël Zeeman en bestond verder uit: Jeroen Vullings, Jaap van Straalen, Maarten Moll en Adriaan Jaeggi.
Nadat opiniemakers als Leon de Winter, Joost Zwagerman, Hanneke Groenteman en Freek de Jonge zich kritisch hadden uitgelaten over het in het leven roepen van de prijs en over het kennelijke plezier waarmee de genomineerde boeken als rommel terzijde werden geschoven, stapten achtereenvolgens Jeroen Vullings en Jaap van Straalen uit de jury. Van Straalen omdat hij er als boekhandelaar geen misverstand over wilde laten bestaan dat hij het beste met Nederlandse auteurs voorheeft en Vullings omdat de longlist boeken bleek te bevatten die hij eerder in recensies had geprezen. Jurysecretaris Adriaan Jaeggi weet dat laatste aan het feit dat Vullings op vakantie was toen de lijst werd samengesteld.
Op 4 maart 2005 publiceerden de drie overgebleven juryleden een shortlist, begeleid door de mededeling dat de prijs niet zou worden uitgereikt. Als reden hiervoor gaven zij dat door alle commotie over hun vermeend puberale bedoelingen de door hen gewenste discussie over de Nederlandse uitgeefcultuur geen moment ter sprake was gekomen.
Toen het televisieprogramma Buitenhof twee dagen later poogde om die discussie alsnog een kans te geven, zat juryvoorzitter Zeeman tegenover een van de genomineerden, Ilja Leonard Pfeijffer. Pfeijffer confronteerde Zeeman met uitspraken die deze eerder in HP/De Tijd had gedaan over zijn rancune tegen Nederlandse schrijvers. Die uitspraken waren voor Pfeijffer een reden om Zeemans geloofwaardigheid als juryvoorzitter in twijfel te trekken. 

### Shortlist 2005
- Clark Accord Tussen Apoera en Oreala
- Ad ten Bosch Huidhonger
- Jessica Durlacher Emoticon
- Tessa de Loo De zoon uit Spanje
- Monika van Paemel Celestien
- Ilja Leonard Pfeijffer Het grote baggerboek

## 2006, 2007
Vanaf de Boekenweek van maart 2006 werd de Gouden Doerian wel toegekend maar de prijs, een plaquette van Joost Veerkamp en een geldbedrag van € 88,50, is nooit uitgereikt omdat geen van de winnaars hem persoonlijk in ontvangst wilde nemen.

### Shortlist 2006
Winnaar:
- Carla Bogaards Roes

Overige genomineerden:
- Eva Bentis Victoria
- Kester Freriks Madelon
- Tim Krabbé Een goede dag voor de ezel
- Hans Münstermann De bekoring
- Marja Pruis De vertrouweling
- K. Schippers Waar was je nou?
- Henry Sepers De zondaars
- Edith van Walsum De ander

### Shortlist 2007
Winnaar:
- Nico Dros Dromen van de bok

Overige genomineerden:
- Al Galidi Maanlichtmoerassen
- August van Goethe De laatste salto
- Heere Heeresma Kijk, een drenkeling komt voorbij
- Bart Van Lierde Een sprong naar de hemel